# Sofie Lene Bak
Sofie Lene Bak (* 1973) ist eine dänische Historikerin mit dem Forschungsgebiet Dänemark unter deutscher Besatzung.
Bak machte 2000 einen Candidat-Abschluss in Geschichte und Gesellschaftskunde an der Universität Kopenhagen. Drei Jahre später wurde sie an derselben Universität promoviert. Ihrer Doktorarbeit trägt den Titel Studier i dansk antisemitisme 1930-1945. Brydninger i den nationale selvforståelse (Studien zum dänischen Antisemitismus 1930–1945. Brüche im nationalen Selbstverständnis). Von 2008 bis 2012 war sie Kuratorin im Dänischen Jüdischen Museum.
Bak ist mit dem Historiker Claus Bundgård Christensen verheiratet und hat zwei Töchter.

## Schriften (Auswahl)
- Jødeaktionen oktober 1943. Forestillinger i offentlighed og forskning, Museum Tusculanum Forlag, Kopenhagen 2001. ISBN 978-87-7289-651-9
- Dansk antisemitisme 1930–1945 [basierend auf Baks Dissertation], Aschehougs Forlag, Kopenhagen 2004. ISBN 978-87-11-11731-6
- Ikke noget at tale om. Danske jøders krigsoplevelser 1943–1945, Museum Tusculanum Forlag, Kopenhagen 2010. ISBN 978-87-635-3748-3
- Da Krigen var forbi. De danske jøders hjemkonst efter besættelsen, Gyldendal, Kopenhagen 2012. ISBN 978-87-02-09255-4